# لعاب

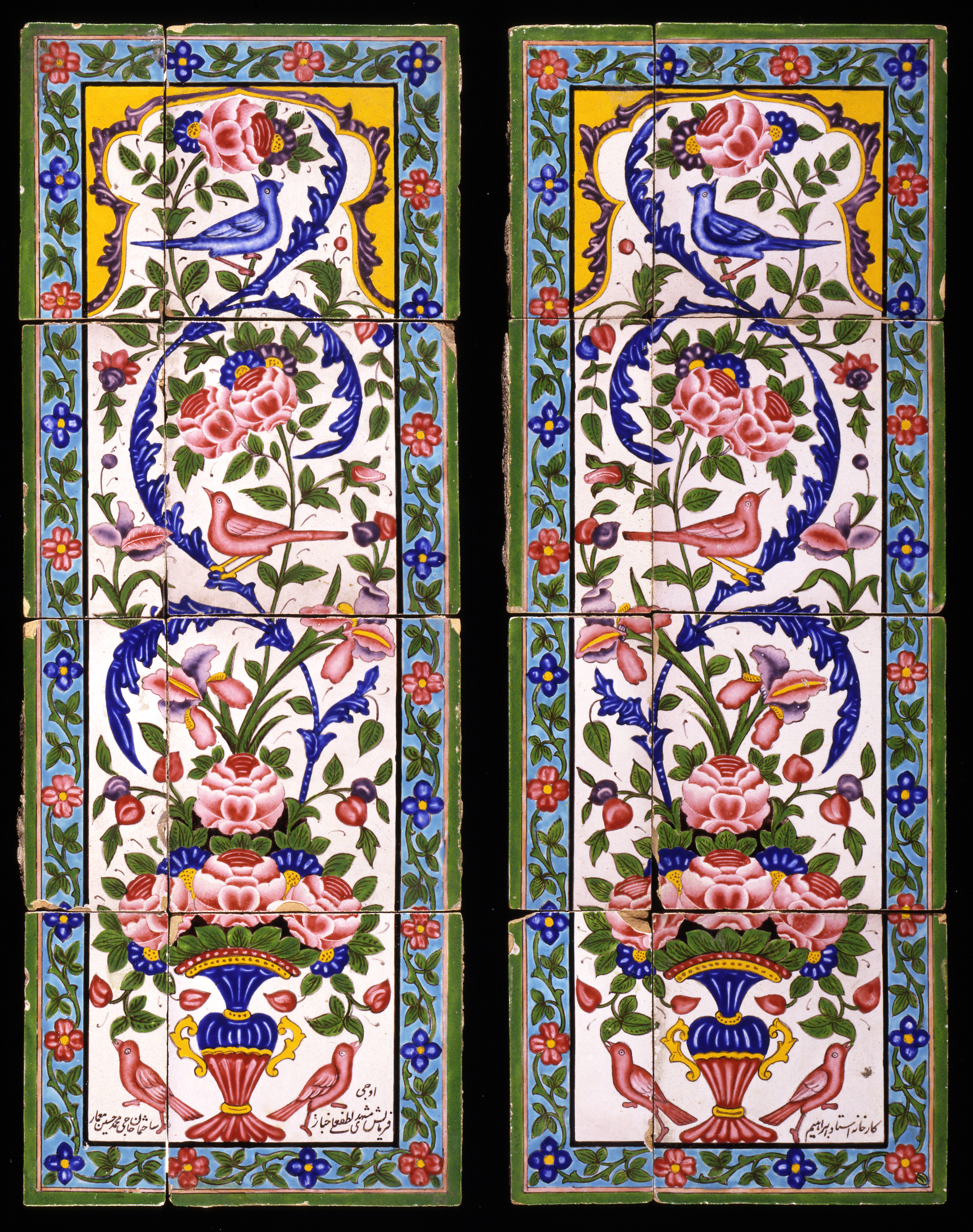
دو باریکه کاشی از جنس سفال، رنگ آمیزی شده (طرح گل و مرغ) با لعاب رنگی بر روی لعاب سفید متعلق به نیمه نخست سده ۱۹ میلادی

لعاب‌ها طیف گسترده‌ای از ترکیبات آلی و معدنی را در بر می‌گیرند. لعاب مربوط به سرامیک معمولاً مخلوط شیشه مانندی متشکل از کوارتز، فلدسپات و اکسید سرب (PbO) است. این اجزا را پس از آسیاب شدن و نرم کردن به صورت خمیری رقیق درمی‌آورند. آنگاه شی سرامیکی مورد نظر را در این خمیر غوطه‌ور کرده و آن را پس از خشک شدن در کوره تا دمای معین حرارت می‌دهند. پس از لعاب دادن روی چینی، روی آن مطالب مورد نظر را می‌نویسند یا اینکه طرح‌هایی را نقاشی می‌کنند و دوباره روی آن را لعاب داده، بار دیگر حرارت می‌دهند. در این صورت وسیله مورد نظر پرارزش‌تر و نوشته و طرح روی آن بادوام‌تر می‌شود.
لُعاب باعث تولید فاز شیشه می‌شود؛ در علم مهندسی مواد شیشه به ماده‌ای گفته می‌شود که ساختار بلوری ندارد؛ به عبارت دیگر به علت سرد شدن سریع فرصت تشکیل بلور وجود ندارد و ذرات و اتم‌های تشکیل‌دهنده شیشه به صورت کاتوره‌ای یا نامنظم پراکنده شده‌اند. شیشه‌های سودالایم را می‌توان از لحاظ ساختاری با تقریب خوبی به لعاب شبیه دانست.

## انواع
لعاب بی‌رنگ: این نوع لعاب که برای پوشش سطح چینی‌های بدلی ظریف به کار می‌رود، بی‌رنگ و شفاف است و از مخلوط کلسیم و سیلیس و خاک چینی سفید تهیه می‌شود.
لعاب رنگی: برای رنگ آبی از اکسید مس (Cu2O)، برای رنگ زرد از اکسید آهن (FeO) و برای رنگ سبز از اکسید کروم  (Cr2O3)، برای رنگ زرد از کرومات سرب و برای رنگ ارغوانی از ارغوانی کاسیوس استفاده می‌شود.
لعاب کدر: این نوع لعاب که برای پوشش چینی‌های بدلی معمولی به کار می‌رود، از مخلوط SnO2 , PbO , SiO2 , Pb3O۴، نمک و کربنات سدیم تهیه می‌شود که آن را پس از ذوب کردن، سرد کردن و پودر کردن، در آب به صورت حمام شیر در می‌آورند و شیء لعاب دادنی را در آن غوطه‌ور می‌کنند.

## ظروف لعابی
ظروف لعابی در واقع، نوعی ظروف آهنی هستند که سطح آن‌ها را به منظور جلوگیری از زنگ زدن، از لعاب می‌پوشانند. البته این نوع ظروف را نباید زیاد گرم یا سرد یا پرتاب کرد یا اینکه تحت ضربه قرار داد، زیرا لعاب سطح آن‌ها ترک برداشته و می‌ریزد.